# Hórus Sá
Hórus Sá, Hórus Zá, ou somente Sá ou Zá, foi um possível faraó que pode ter reinado durante a II ou III dinastia do Antigo Egito. Sua existência é contestada, assim como o significado dos artefatos que foram interpretados como confirmando sua existência. Alguns associam-o a outros faraós conhecidos do período.

## Atestação
Hórus Sá é conhecido a partir de fragmentos de vasos com inscrições em tinta preta com seu nome. Os vasos foram achados nas galerias do leste, sob a pirâmide de Djoser em Sacará. As inscrições são curtas e escritas em letras cursivas. Em todos os casos, o nome "Hórus Sá" não aparece em um sereque e sua identificação como o nome de Hórus de um rei é contestada. O nome sempre aparece na inscrição Ḥwt-k3 Ḥrw-z3 ("Casa do Cá de Hórus Sá"), que regularmente está junto aos nomes de Inicnum e Maa-aper-Mim, dois altos funcionários que serviram na Casa do Cá. Durante o início do período dinástico, a Casa do Cá antecedeu o templo mortuário e era o local onde se realizava o culto ao Cá do faraó falecido. Uma inscrição adicional, Ḥwt-k3 Ḥrw-z3, foi encontrada nos anos 1980, em Sacará, na área da tumba de Maia e muito próxima à de Merira-Merineite. Maia e Merira-Merineite eram oficiais do final da XVIII dinastia que reutilizaram as tumbas da II dinastia, cerca de 1 500 anos após a morte de seus proprietários originais.

## Identidade
Jürgen von Beckerath, Dietrich Wildung e Peter Kaplony propuseram que "Sá" é uma forma abreviada do nome de Hórus de Sanaquete. Wolfgang Helck rejeita isso com o argumento de que as inscrições em tinta das galerias leste do complexo da pirâmide de Djoser datam predominantemente do reinado de Binótris ou pouco tempo depois, enquanto Sanaquete reinou durante a III dinastia. Além disso, as inscrições citando a "Casa do Cá de Hotepsequemui" são estilisticamente semelhantes às de Hórus Sá, que colocariam Sá na II dinastia, pois Hotepesequemui foi o primeiro da dinastia. foi o primeiro governante dessa dinastia. Assim, Helck propôs que Hórus Sá é o nome de Hórus de outro governante pouco conhecido da II dinastia, Uenegue, cujo nome de Hórus é desconhecido.
O egiptólogo Jochem Kahl desafiou recentemente essa hipótese, identificando Uenegue com Queco. Como alternativa, Kaplony reconstruiu o nome de Hórus de Uenegue do fragmento do Cairo da Pedra de Palermo como Ueneguesequemui. Nos dois casos, Hórus Sá não pode ser o nome de Hórus de Uenegue e os dois não designariam o mesmo faraó. Consequentemente, Kaplony equipara Horus Sá a njswt-bity Wr-Za-Khnwm, "o rei do Alto e Baixo Egito, Uersacnum" e lhe atribuiu um reinado de 2 meses e 23 dias durante o interregno entre Quenerés e Djoser. Porém, a hipótese de Kaplony foi prejudicada pela descoberta de selos de argila de Djoser no túmulo de Quenerés, indicando que Djoser foi o antecessor imediato e Quenerés o enterrou. Hórus Sá poderia ser o nome de Hórus de Setenés ou outro faraó da II dinastia, reinando em Mênfis no período conturbado após o reinado de Binótris.
No entanto, egiptólogos como Jean-Philippe Lauer, Pierre Lacau e Ilona Regulski pedem cautela na leitura correta das inscrições. Especialmente o sinal de pássaro no topo da casa de Cá também pode representar uma andorinha, o que tornaria a inscrição lida como Wer-sa-hut-Ka ("grande proteção da casa de Cá"). Ilona Regulski prefere a leitura como um pássaro de Hórus, embora não a veja explicitamente como o nome de um faraó, e data as inscrições até o final do reinado de Quenerés.
 

## Tumba
O local do enterro de Hórus Sá é desconhecido. Nabil Swelim associou-o ao recinto inacabado de Gisrel Mudir, no oeste de Sacará. Esta hipótese não ganhou ampla aceitação e o Gisrel Mudir foi atribuído a vários faraós da segunda dinastia, em particular Quenerés. Como alternativa, o egiptólogo Joris van Wetering propôs que o túmulo da galeria usado pelo sumo sacerdote de Atom, Merira-Merineite, no norte de Sacará, era originalmente o de Hórus Sá, uma vez que a inscrição Ḥwt-k3 Ḥrw-z3 foi encontrada perto do túmulo. 
 